# Dioncounda Traoré
Dioncounda Traoré (nascido em 23 de fevereiro de 1942) é um político maliano, Presidente do Mali, de abril de 2012 a setembro de 2013.
Foi Ministro das Relações Exteriores entre 1994 e 1997, presidente da Assembleia Nacional do Mali a partir de setembro de 2007, e presidente da Aliança para a Democracia no Mali - Partido Africano para a Solidariedade e a Justiça (ADEMA-PASJ) desde 2000.  Também foi presidente da Aliança para a Democracia e Progresso (ADP), uma aliança de partidos que apoiaram a reeleição do presidente Amadou Toumani Touré, em 2007. 
Ele assumiu o cargo de presidente da República a título provisório em 12 de abril de 2012, após a renúncia de Amadou Sanogo depois da derrubada de Amadou Toumani Touré.